# Municipio de Dover (condado de Pocahontas)
El municipio de Dover (en inglés: Dover Township) es un municipio ubicado en el condado de Pocahontas en el estado estadounidense de Iowa. En el año 2010 tenía una población de 188 habitantes y una densidad poblacional de 2 personas por km².

## Geografía
El municipio de Dover se encuentra ubicado en las coordenadas 42°40′58″N 94°51′53″O / 42.68278, -94.86472. Según la Oficina del Censo de los Estados Unidos, el municipio tiene una superficie total de 94.07 km², de la cual 93,58 km² corresponden a tierra firme y (0,52 %) 0,49 km² es agua.

## Demografía
Según el censo de 2010, había 188 personas residiendo en el municipio de Dover. La densidad de población era de 2 hab./km². De los 188 habitantes, el municipio de Dover estaba compuesto por el 98,94 % blancos, el 1,06 % eran afroamericanos. Del total de la población el 5,32 % eran hispanos o latinos de cualquier raza.